# 吴国峰
吴国锋(1968年—1989年6月4日)成都市新津县人，是一位“六四 ” 伤亡者之一

## 生平
中国人民大学工业经济系86级学生，是新津地区文科状元。“六四”期间，曾为校学生自治会筹委会成员，曾参加过天安门绝食行动，同年6月4日在北京脑中弹，倒地后，又被刺刀捅入腹部死亡，年仅21岁，被葬于新津县邓双乡柑梨园公墓。